# Skibstyper
Skibstyper er et begreb som kan anvendes gruppevis på forskellige skibe og fartøjer i forbindelse med deres oprindelse, opbygning, konstruktion,  anvendelse, funktion etc.

## Gruppering

### Fiskeri
- Fiskekutter
- Fiskesmakke
- Hvalfanger
- Kutter
- Trawler

### Fragtskibe (Cargofartøjer)
- Bulk carrier – massegodsskib som transporterer malm, kul og andet bulkgods.
- Coaster – mindre fragtskib til brug i mindre farvande.
- Containerskib
- Gastanker – til transport af LNG-, LPG- og andre gasarter med samme fysiske egenskaber
- Kemikalietanker – Solvent- og produkttanker til transport af farlige stoffer
- Køleskib
- Supertanker (skib)
- Ro-Ro skibe (Roll on/Roll off)

### Færger
- Cruisefærge
- Færge
- Jernbanefærge

### Hjælpefartøjer
- Forsyningsskib (offshore)
- Isbryder
- Redningsbåd
- Slæbebåd

### Krigsskibe
- Aviso
- Fregat
- Forsyningsskib (militær)
- Hangarskib
- Hjemmeværnskutter
- Kanonbåd
- Kaperskib
- Korvet
- Krigsskib
- Krydser
- Landgangsskib
- Linjeskib
- Minelægger
- Minerydningsfartøj, Minestryger
- Patruljefartøj
- Slagskib
- Torpedobåd
- Undervandsbåd

### Lystfartøjer
- 12-meter
- Havkapsejler
- Kragejolle
- Lystbåd

### Mindre fartøjer
- Chalup
- Færøbåd
- Jolle
- Kajak, Nau
- Konebåd
- Lægter (lastfartøj)
- Sivbåd
- Udriggerkano, Proa

### Passagerskibe- og både
- Krydstogtsskib – et ofte spektakulært passagerskib, der anløber destinationer med turister

### Sejlskibe
- Bark
- Barkentine
- Brig
- Brigantine
- Evert – fladbundet sejlskib til sejlads på lave vanddybder
- Fløjte (skib)
- Fuldrigger
- Galease
- Hukkert
- Jagt (skib)
- Ketch
- Klipper
- Krejert
- Kuf
- Kogge
- Lugger
- Pinasse
- Sjægt
- Skonnert
- Skonnertbrig
- Skude
- Slup
- Smakke
- Snau
- Tjalk
- Snekke
- Yacht
- Yawl
- Windjammer

### Specialskibe
- Boreskib – skib til boring efter olie.
- Bugserbåd
- Flydekran – fartøj til håndtering af svært materiel på vanskeligt tilgængelige steder.
- Heavyliftskib
- Inspektionsskib
- Kabelskib – skib til nedlægning af el- og telefonkabler etc. på sø- og havbund.
- Pram, Mudderpram

### Udenfor gruppering
- Birem – skib fra oldtiden
- Caravela rotunda
- Dampskib
- Hovercraft – luftpudefartøj drevet af luftpropellere.
- Hjuldamper
- Hydrofoilfartøj
- Dhow
- Dromon
- Galej
- Galeoth
- Galleon
- Junke
- Karavel
- Karak
- Katamaran
- Kongeskib
- Kølbåd
- Langskib
- Long-tail båd
- Trimaran
- Trier
- Vikingeskib
- Ostindienfarer